# Segelfluggelände Höpen

i7
i11
i13
Das Segelfluggelände Höpen liegt im Ortsteil Reinsehlen der Stadt Schneverdingen im Landkreis Heidekreis in Niedersachsen, etwa 3 km nördlich des Zentrums von Schneverdingen.

## Flugbetrieb
Das Segelfluggelände ist mit einer 1070 m langen und 50 m breiten Start- und Landebahn aus Gras (Richtung 10/28) ausgestattet. Es besitzt eine Betriebszulassung für Segelflugzeuge, Motorsegler und Motorflugzeuge, soweit sie bestimmungsgemäß zum Schleppen von Segelflugzeugen eingesetzt werden. Der Start von Segelflugzeugen erfolgt per Windenstart oder Flugzeugschlepp. Der Halter und Betreiber des Segelfluggeländes ist der Luftsportverein Schneverdingen e. V.